# Frederik de Wit

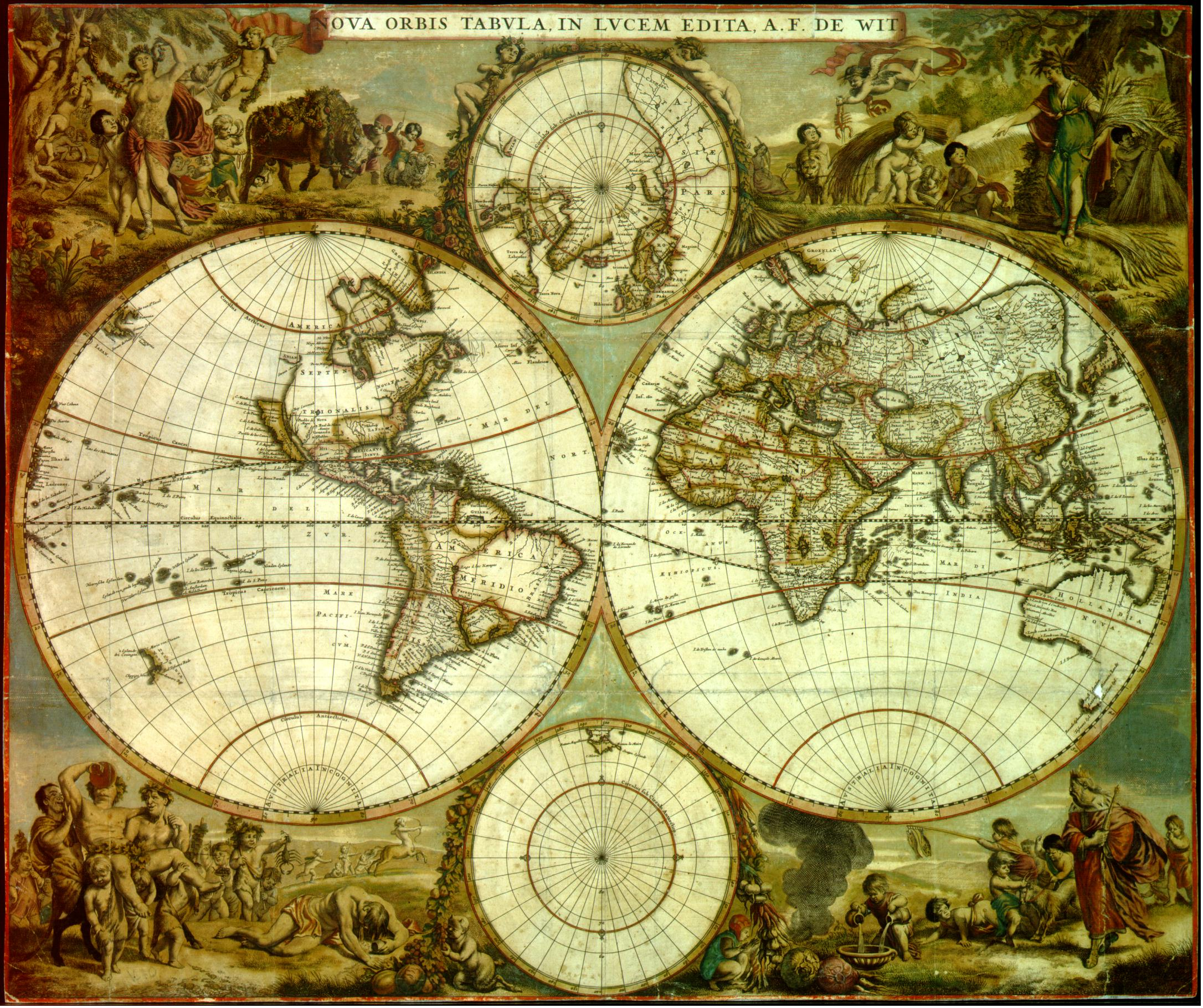
Nova Orbis Tabula in Lucem Edita (1662)

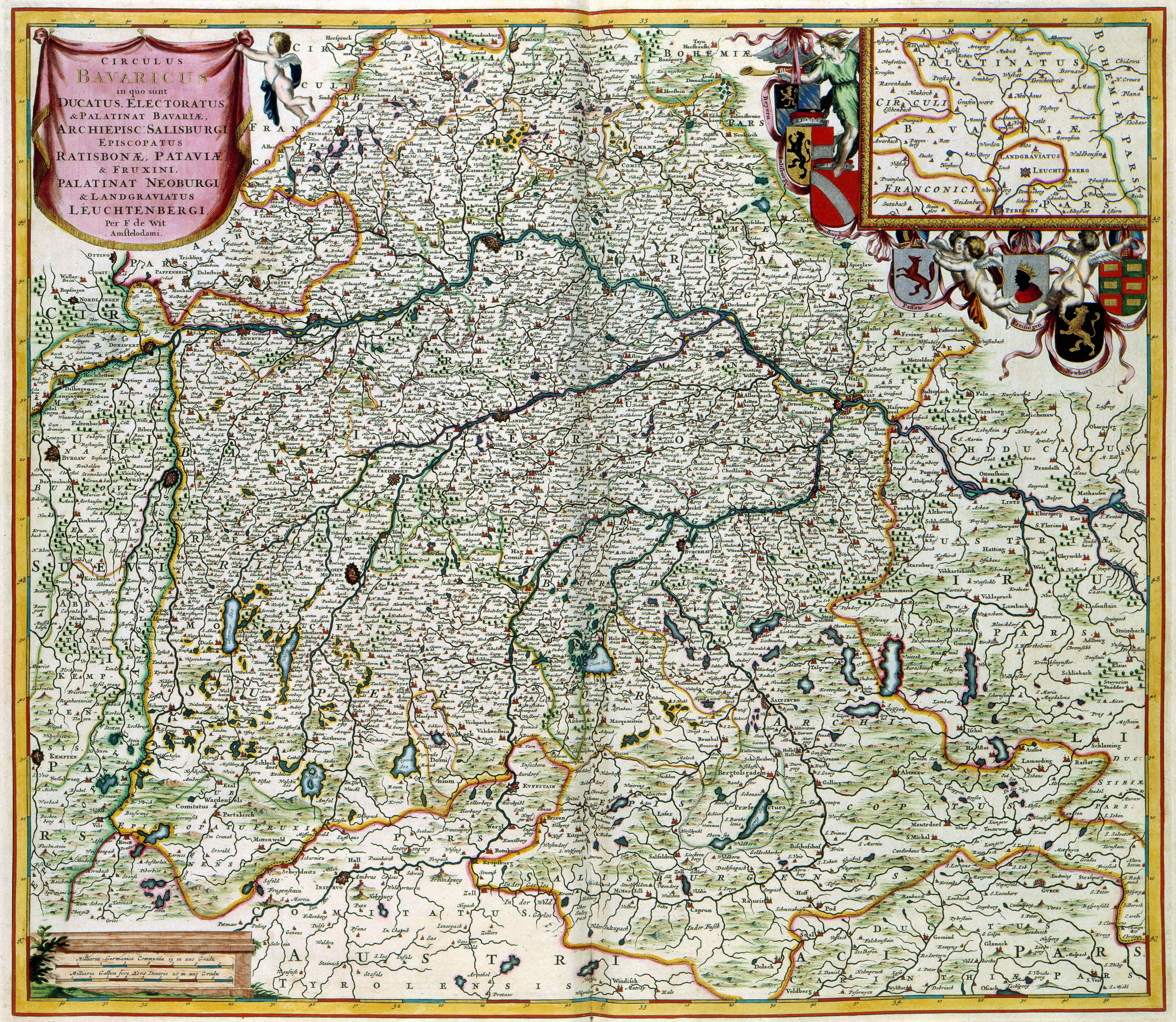
Circulus Bavaricus (1668)

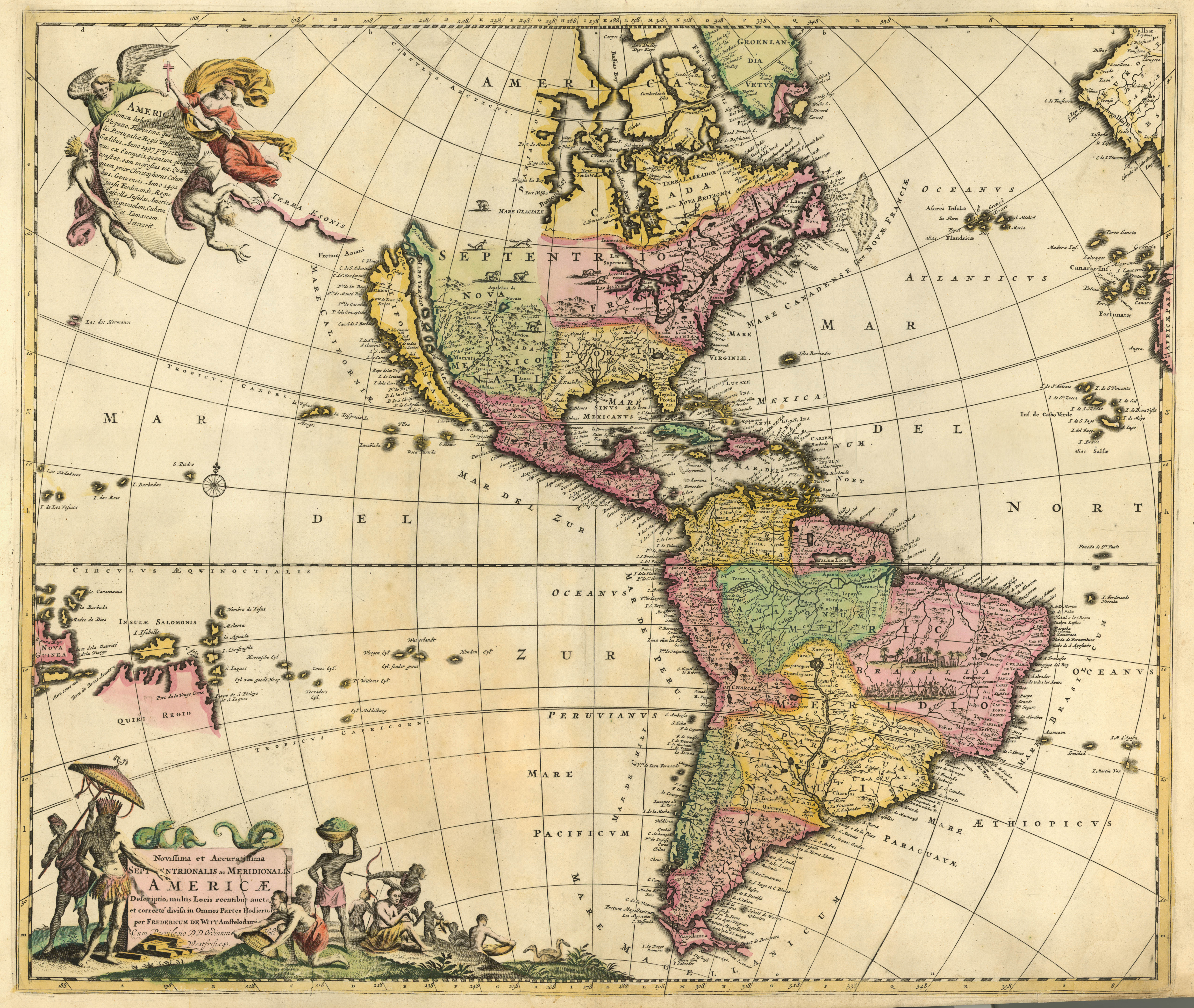
Novissima et Accuratissima Septentrionalis ac Meridionalis Americae (1680)

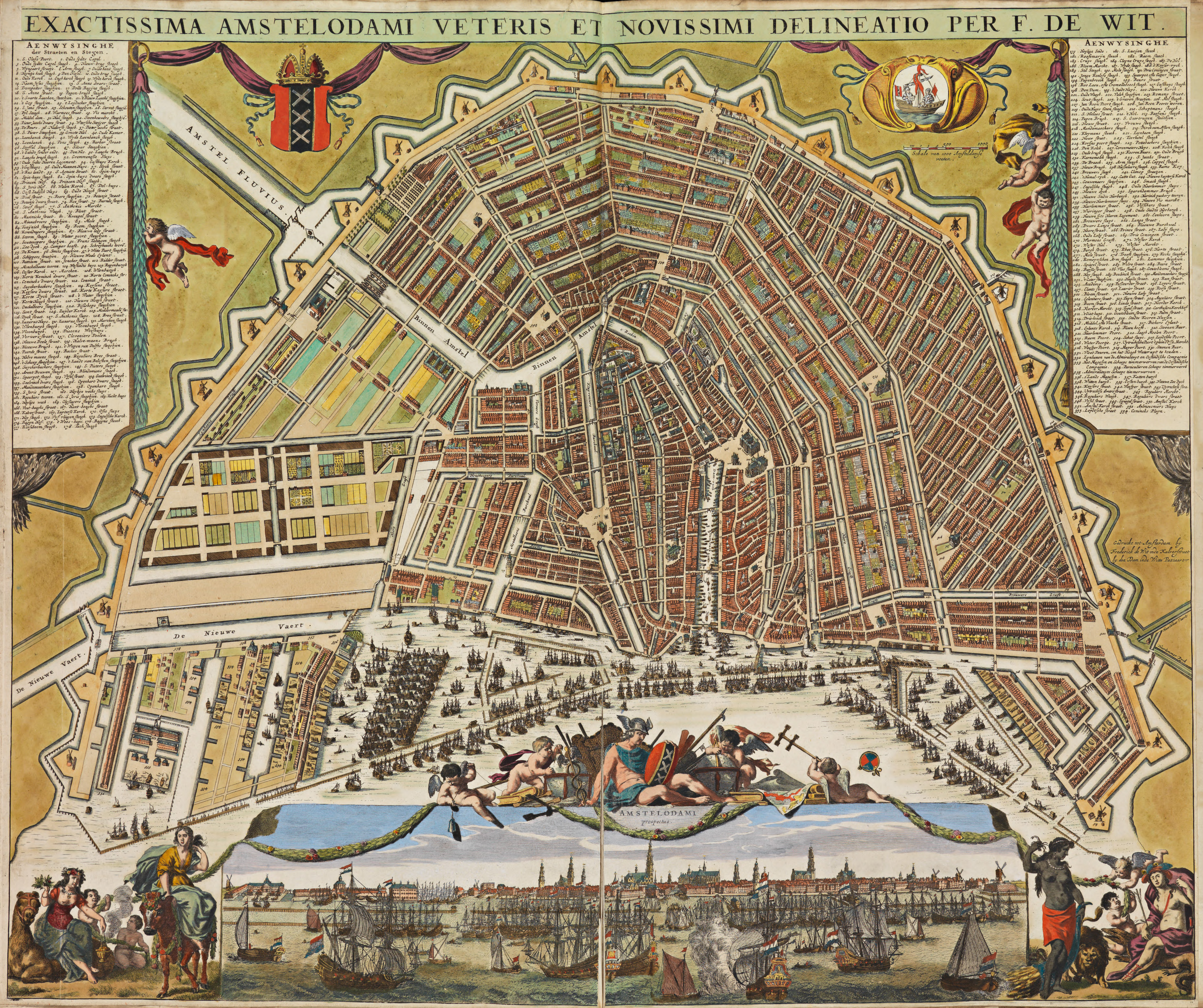
Exactissima Amstelodami Veteris Et Novissimi Delineatio (1699)

Das niederländische Verlagshaus de Wit mit Sitz in Amsterdam wurde nacheinander von drei gleichnamigen Personen geführt:
- Frederik de Wit (* 1610; † 1698), dem Firmengründer
- Frederik de Wit (* 1630; † 1706), dem Sohn des Firmengründers[1]
- Frederik de Wit, dem Enkelsohn des Firmengründers

Sohn und Enkel führten das Unternehmen des Gründers fort, das in der dritten Generation an Covens & Mortier überging.

## Geschichte
Frederik de Wit (* 1610; † 1698), auch Frederic, Frederick oder Fredericus war ein niederländischer Verleger, Kupferstecher und Kartograph. Er gründete sein Unternehmen 1648, auf dem Höhepunkt des Goldenen Zeitalters in Amsterdam und war ab etwa 1670 Herausgeber von Weltatlanten. Seine erste publizierte Karte war die von Dänemark 1659. Es folgte eine Weltkarte von 1660. Die weitere Datierung seiner Atlanten ist schwierig. Sie erschienen ab 1670 und umfassten 17 bis 190 Karten. Die nautischen Atlanten umfassten 27 Seekarten und erschienen ab 1675.
1666 erwarb er von Hubertus Quellinus (1619–87) aus Antwerpen diverse Kupferstichplatten, unter anderem eine Abbildung des neuen Rathauses von Amsterdam. Auch von den Gebrüdern Ottens erwarb er zahlreiche Karten und verkaufte selbst welche an diese. Sein zu seiner Zeit viel beachteter Atlas der Niederlande Nieuw kaertboeck van de XVII Nederlandse Provincien erschien in verschiedenen Ausgaben und enthielt 20 bis 25 Karten. Die „Stedeboeken“ (Stadtbücher, die Panoramen, Detailansichten und Stadtpläne enthielten) erschienen erst ab 1695, schon zu Zeiten, als sein Sohn den Betrieb übernommen hatte. Die Idee dürfte aber noch vom Vater und Firmengründer stammen.
Zur Blüte gelangte das Familienunternehmen während der Leitung durch den Sohn des Firmengründers, Frederik de Wit (* 1630; † 1706 in Amsterdam). Er wurde zu einem der wichtigsten Verleger von Karten und Atlanten seiner Zeit. Durch seine Heirat mit der Amsterdamer Bürgerin Maria van der Waag erwarb er 1661 die Bürgerrechte der Stadt. Drei Jahre später wurde er zur St.-Lucasgilde zugelassen. Obwohl er als Katholik gewissen Vorurteilen ausgesetzt war und in den frühcalvinistischen Niederlanden des 17. Jahrhunderts nicht immer einen leichten Stand hatte, fand man seinen Namen von 1694 bis 1704 auf der Städteliste der „guten Männer“ (einer Art Laienrichter bzw. Schöffen – eine Vertrauensposition der Stadtregierung) aufgeführt.
Nach dem Niedergang der bis dahin den Markt dominierenden Druckhäuser von Joan Blaeu und Jan Jansson erwarb de Wit bei Auktionen eine große Anzahl wertvoller Kupferdruckplatten, mit denen er unter anderem die beiden ab 1698 herausgegebenen Editionen der Stedeboeken der Niederlanden herstellte, 124 Stadtpläne und Ansichten der ersten Ausgabe und 128 der zweiten. Die Stadtbücher Europas mit 132 Stadtplänen und Ansichten waren hauptsächlich Kupferplatten von Jansson, die de Wit von der Firma Jansson-Waesberg erworben hatte. Darunter befanden sich auch die alten Platten von Braun en Hogenberg Civitates Orbis Terrarum, wodurch de Wit die Möglichkeit erhielt, auch diese nachzudrucken.
Bald war de Wit in der Lage, nahezu jeden Kartografie-Typ zu liefern: Von nautischen Karten über Atlanten bis hin zu Stadtplänen und Städtepanoramen. Seine Arbeit war gekennzeichnet durch einen besonders feinen Stich und eine edle Farbgestaltung, die seine Werke bis heute interessant machen, die in großer Zahl reproduziert wurden und in ihren Originalen einen hohen Wert darstellen. Bis zu seinem Tod wohnte er an der Amsterdamer Kalverstraat in seinem „De Witte Pascaert“ (die weiße Seekarte) genannten Haus.
Sein Sohn und Erbe Frederik de Wit führte die Firma nach dem Tod des Vaters ab 1706 weiter, verkaufte aber 1708 – vermutlich aus finanziellen Gründen – einen Großteil der Kupferdruckplatten. 1721 ging die Firma an Covens & Mortier über. Damit verlagerte sich die Kartenherstellung von den über Jahrzehnten dieses Arbeitsgebiet dominierenden Niederlanden nach Frankreich.
Die Ausgaben des Hauses de Wit wurden konsequenterweise nach Norden ausgerichtet. Schon bei den alten Griechen war es so, aber dann im Mittelalter kam eine Phase, in der Osten auf Weltkarten oben war, denn: im Osten lag die heilige Stadt Jerusalem. Aus dieser Zeit stammt das Wort „orientieren“: Orient ist der Osten, wer sich orientiert, richtet sich und damit seine innere Landkarte also nach Osten aus. Die Nord-Süd-Achse setzte sich in der Kartographie durch, denn erst im Zuge der großen Seefahrer und mit der Einführung des Kompasses (den wir auch den Arabern verdanken, die ihn wiederum von den Chinesen haben) trat eine Änderung auf. Die von Nord nach Süd zeigende Kompassnadel, trug wesentlich dazu bei, dass auch die Landkarten danach ausgerichtet wurden. Der Verlag war mit einer der ersten in Europa, der dieses konsequent umsetzte.

## Werke
- Tabula Ducatus Brabantiæ continens Marchionatum Sacri Imperii et Dominium Mechliniense. t’ Amsterdam, [zwischen 1659 u. 1706] (Digitalisat)
- Novissima et Accuratissima Totius Americae Descriptio / per F. de Wit. F. de Wit excudit. Amstelodami, [1660] (Digitalisat)
- Totius Africae Accuratissima Tabula. Amstelodami, [1660–1720] (Digitalisat)
- Nova et Accurata totius Europae Descriptio / Authore Frederico de Wit Amstelodami. F. de Wit excudit. Amstelodami, [ca. 1680] (Digitalisat)
- Illustrissimo Celsissimoque Principi Carolo Emanueli D. G. Sabaudiae Duci, Pedemontii Principi etc. Hanc accuratam Status Sabaudici Tabulam in Ducatum Sabaudiae, Principatum Pedemontii, Comitatum Nicaeensem et caeteras Partes Minores exacte divisam / D.D.D. Fredericus de Wit. Amstelodami : ex officina F. de Wit, [ca. 1680–1690] (Digitalisat)
- Totius Regnorum Hispania et Portugallia descriptio / Auct: F. de Wit. Amsterdam, um 1680 (Digitalisierte Ausgabe der Universitäts- und Landesbibliothek Düsseldorf)
- Anglia Regnum In Omnes Suos Ducatus, Comitatus, Et Provincias Divisum. Amsterdam, 1680 (Digitalisat)
- Accurata totius Archipelagi et Graeciae Universae Tabula. [Amsterdam], [1680] (Digitalisat)
- Nova atque emendata descriptio Suydt Hollandiae. Amsterdam, 1680 (Digitalisat)
- Comitatus Hollandiae Tabula Pluribus Locis Recens. ’t Amsterdam, [1680?] (Digitalisat)
- Accuratissima totius Asiae Tabula Recens Emendata. Amstelodami, [ca. 1680] (Digitalisat)
- Circuli Saxoniae Superioris Pars Meridionalis. [Amsterdam], [ca. 1680] (Digitalisat)
- Novissima Regnorum Portugalliae et Algarbiae Descriptio / emendata a F. de Wit. Amstelodami, [um 1680] (Digitalisat)
- Dania Regnum : In quo sunt Ducatus Holsatiae et Slesvicum, Insulae Danicae et Provinciae Iutia, Scania, Blekingia et Hallandia. Amsterdam, um 1688 (Digitalisierte Ausgabe)
- Ducatus Sleswicensis in omnis suas Praefecturas Circulos et Provincias distinte devisus, Amsterdam, um 1680 (Digitale Ausgabe der Königlichen Bibliotek in Kopenhagen)
- Nova totius Angliæ, Scotiæ, et Hiberniæ tab. Amsterdam, zwischen 1659 und 1688 (Digitalisierte Ausgabe)
- Comitatus Hannoniae et Episcopatus Cambresis Descriptio. Amsterdam, [zwischen 1682 u. 1706] (Digitalisat)
- Ultraiectini Dominii Tabula / Multo aliis auctior et correctior, per F. de Wit. Amsterdam, [zwischen 1688 u. 1706] (Digitalisat)
- Ducatus Geldriae, Et Comitatus Zutphaniae, Tabula. ’t Amsterdam, [zwischen 1688 u. 1706] (Digitalisat)
- Tabula Comitatus Artesiae / emendata A. Frederico De Wit. [Amsterdam], [zwischen 1682 u. 1706] (Digitalisat)
- Transisalania Provincia vulgo Over-Yssel. Amsterdam, [zwischen 1688 u. 1706] (Digitalisat)
- Comitatus Flandriae Tabula. Amsterodami, [zwischen 1688 und 1706] (Digitalisat)
- Marchionatus Sacri Imperii Et Dominii Mechelini Tabula / Auctore F. De Wit. Amsterdam, [zwischen 1688 u. 1706] (Digitalisat)
- Comitatus Zelandiae Tabula. Amstelodami, [zwischen 1688 und 1706] (Digitalisat)
- Rhinolandiae, Amstelandiae, et circumiacent. aliquot territoriorum accurata desc. Amsterdam, 1688 (Digitalisat)
- Tabula Russia Vulgo Moscovia / J. Lhuilier fecit. Amsterdam, 1688 (Digitalisat)
- Regni Hungariae et Regionum, quae ei quondam fuêre unitae, ut Transilvaniae, Valachiae, Moldaviae, Serviae, Romaniae, Bulgariae, Bessarabiae, Croatiae, Bosniae, Dalmatiae, Sclavoniae, Morlachiae, Ragusanae Reipublica Maximaeq Partis Danubii Fluminis. Amstelodami, [1688] (Digitalisat)
- Accuratissima Totius Regni Hispaniae Portugalliae[que] Tabula et Typus Novissimus. Amstelodami : ex Officina Frederici de Witt, [nach 1688] (Digitalisat)
- Norvegia Regnum. [Amsterdam], [ca. 1690] (Digitalisat)
- Magnae Tartariae Magni Mogolis Imperii Iaponiae et Chinae Nova Descriptio. Magnae Tartariae Magni Mogolis Imperii Iaponiae et Chinae Nova Descriptio (Digitalisat)
- Status Ecclesiasticus et Magnus Ducatus Thoscanae / Per Fredericum de Wit (Digitalisat)
- Nova Persiae, Armeniae, Natoliae et Arabiae Descriptio / Descriptio per F. de Wit. t’ Amsterdam : by Frederick de Wit inde Kalverstraet inde Witte Pascaert, [ca. 1698] (Digitalisat)
- Regni Poloniae et Ducatus Lithvaniae, Voliniae, Podoliae, Vcraniae, Prvssiae, Livoniae et Cvrlandiae descriptio. Amsterdam, 1698 (Digitalisierte Ausgabe)
- Regnum Neapolis : in quo sunt Aprutium Ulterius et Citerius, Comitatus Molisius, Terra Laboris, Capitaniata Principatus Ulterior et Citerior, Terra Bariensis et Hidruntina Basilicata, Calabria Citerior et Ulterior. Amsterdam, zwischen 1689 und 1704 (Digitalisierte Ausgabe)
- Tabula Tartariae et maioris partis Regni Chinae. Amsterdam, 1698 (Digitalisierte Ausgabe)
- Turcicum Imperium. Lhuilier, Amsterdam, ca. 1698 (Digitalisierte Ausgabe)
- Terra Sancta Sive Promissionis, olim Palestina. Amsterdam, 1700 (Digitalisierte Ausgabe)
- Status Ecclesiasticus et Magnus Ducatus Thoscanae. Amsterdam, 1700 (Digitalisierte Ausgabe)
- Reipublicae Genuensis, et Ducatus Mediolanensis, Parmensis et Montisferrati Novissima Descriptio / Per F. de Wit; Cum Privilegio Potentiss. D. D. Ordinum Hollandiae et Westfrisiae. Amstelodami, [ca. 1700] (Digitalisat)
- Terra Sancta, Sive Promissionis, olim Palestina. [Amsterdam], [ca. 1700] (Digitalisat)
- Comitatus Namurci Tabula. t Amsterdam, [ca. 1700] (Digitalisat)
- Regni Sueciae Tabula Generalis, Amstelodami, [um 1700] (Digitalisat)
- Magni ducatus Lithuaniæ tabula : divisa tam in palatinatus, quam in subjacentes castellanias : cum privilegio potentiss. d. d. ordinum holl. westfrisiæq[ue]. Amsterdam, 1700 (Digitalisat)
- Regni Poloniae et Ducatus Lithuaniae Voliniae, Podoliae Ucraniae Prussiae, Luvoniae et Curlandiae descriptio / emendata per F. de Wit. Amstelodami, [ca. 1705] (Digitalisat)
- Ducatuum Livoniae, et Curlandiae, Nova Tabula. Amstelodami, [vor 1706] (Digitalisat)
- Tabula Ducatus Limburch. Et Comitatus Valckenburch. ’t Amsterdam, [vor 1706] (Digitalisat)
- Novissima et Accuratissima totius Italiae Corsicae et Sardiniae Descriptio / Per Fredericum de Wit: Amstelodami, [2. Hälfte 17. Jahrhundert?] (Digitalisat)
- Tvrcicvm Imperivm. Amstelodami, [2. Hälfte 17. Jahrhundert?] (Digitalisat)